# Lista över fornlämningar i Enköpings kommun (Torsvi)
Lista över fornlämningar i Enköpings kommun (Torsvi) är en förteckning av ett urval av de fornlämningar som finns i Torsvi i Enköpings kommun.
| Namn                 | Lämningstyp                      | Tillkomsttid | Historisk indelning | Plats | Läge                 | ID-nr          | Bild                                      |
| -------------------- | -------------------------------- | ------------ | ------------------- | ----- | -------------------- | -------------- | ----------------------------------------- |
| Torsvi 2:1           | Gravfält                         |              | Torsvi, Uppland     |       | 59.484366, 17.329746 | 10028000020001 | Ladda upp en bild av detta fornminne      |
| Torsvi 3:1           | Stensättning                     |              | Torsvi, Uppland     |       | 59.483525, 17.341610 | 10028000030001 | Ladda upp en bild av detta fornminne      |
| Torsvi 3:2           | Stensättning                     |              | Torsvi, Uppland     |       | 59.483629, 17.341614 | 10028000030002 | Ladda upp en bild av detta fornminne      |
| Torsvi 3:3           | Stensättning                     |              | Torsvi, Uppland     |       | 59.483545, 17.341229 | 10028000030003 | Ladda upp en bild av detta fornminne      |
| Torsvi 3:4           | Stensättning                     |              | Torsvi, Uppland     |       | 59.483525, 17.341387 | 10028000030004 | Ladda upp en bild av detta fornminne      |
| Torsvi 4:1           | Gravfält                         |              | Torsvi, Uppland     |       | 59.482190, 17.344512 | 10028000040001 | Ladda upp en bild av detta fornminne      |
| Torsvi 5:1           | Stensättning                     |              | Torsvi, Uppland     |       | 59.481246, 17.347349 | 10028000050001 | Ladda upp en bild av detta fornminne      |
| Torsvi 6:1           | Ristning, medeltid/historisk tid |              | Torsvi, Uppland     |       | 59.495055, 17.327438 | 10028000060001 | Ladda upp en till bild av detta fornminne |
| Torsvi 7:1           | Gravfält                         |              | Torsvi, Uppland     |       | 59.495035, 17.326940 | 10028000070001 | Ladda upp en bild av detta fornminne      |
| Torsvi 8:1           | Gravfält                         |              | Torsvi, Uppland     |       | 59.493616, 17.326797 | 10028000080001 | Ladda upp en bild av detta fornminne      |
| Torsvi 9:1           | Stensättning                     |              | Torsvi, Uppland     |       | 59.492696, 17.327592 | 10028000090001 | Ladda upp en bild av detta fornminne      |
| Torsvi 9:2           | Stensättning                     |              | Torsvi, Uppland     |       | 59.492707, 17.327388 | 10028000090002 | Ladda upp en bild av detta fornminne      |
| Torsvi 10:1          | Stensättning                     |              | Torsvi, Uppland     |       | 59.486623, 17.333285 | 10028000100001 | Ladda upp en bild av detta fornminne      |
| Torsvi 11:1          | Stensättning                     |              | Torsvi, Uppland     |       | 59.486374, 17.340229 | 10028000110001 | Ladda upp en bild av detta fornminne      |
| Torsvi 13:1          | Gravfält                         |              | Torsvi, Uppland     |       | 59.492942, 17.335377 | 10028000130001 | Ladda upp en bild av detta fornminne      |
| Torsvi 14:1          | Gravfält                         |              | Torsvi, Uppland     |       | 59.494561, 17.332458 | 10028000140001 | Ladda upp en bild av detta fornminne      |
| Holmen (Torsvi 16:1) | Fornborg                         |              | Torsvi, Uppland     |       | 59.437584, 17.398901 | 10028000160001 | Ladda upp en bild av detta fornminne      |
| Torsvi 16:2          | Röse                             |              | Torsvi, Uppland     |       | 59.438028, 17.399471 | 10028000160002 | Ladda upp en bild av detta fornminne      |
| Torsvi 17:1          | Gravfält                         |              | Torsvi, Uppland     |       | 59.490393, 17.305973 | 10028000170001 | Ladda upp en bild av detta fornminne      |
| Torsvi 18:1          | Gravfält                         |              | Torsvi, Uppland     |       | 59.489879, 17.306209 | 10028000180001 | Ladda upp en bild av detta fornminne      |
| Torsvi 19:1          | Gravfält                         |              | Torsvi, Uppland     |       | 59.488099, 17.321225 | 10028000190001 | Ladda upp en bild av detta fornminne      |
| Torsvi 21:1          | Stensättning                     |              | Torsvi, Uppland     |       | 59.463729, 17.366575 | 10028000210001 | Ladda upp en bild av detta fornminne      |
| Torsvi 22:1          | Stensättning                     |              | Torsvi, Uppland     |       | 59.473198, 17.344359 | 10028000220001 | Ladda upp en bild av detta fornminne      |
| Torsvi 25:1          | Runristning                      |              | Torsvi, Uppland     |       | 59.489633, 17.322909 | 10028000250001 | Ladda upp en bild av detta fornminne      |